# Vichtis församlingshus
Vichtis församlingshus (finska: Vihdin seurakuntatalo) är ett församlingshus i Vichtis i det finländska landskapet Nyland. Församlingshuset, som ägs av Vichtis församling, är beläget i Vichtis kyrkby.

## Historia och arkitektur
Planer på ett församlingshus i Vichtis fanns redan på 1920-talet när Vichtis lilla prästgård började bli för liten för att ordna större fester. Det dröjde dock ända till 1979 innan församlingshuset ritat av arkitekt Touko Saari färdigställdes i kyrkbyn i närheten av Vichtis prästgård.
Det finns två festsalar i Vichtis församlingshus: en liten sal och en större sal. På salens ena vägg finns bildkonstnären Uuno Poikonens trärelief "Påskfuga". Stora salen har rum för 200 personer och det finns sittplatser för cirka 50 personer i församlingssalen. Förutom två salar finns det också ett stort kök, en gillestuga och ett kontorsutrymme i byggnaden. Intill Vichtis församlingshus finns också några bostäder.

### Renovering och problem
På 2010-talet flyttade pastorskansliet och ekonomikontoret från kyrkbyn till Nummela på grund av problem med inneluften i Vichtis församlingshus. Församlingshuset renoverades, men problemen fortsatte och byggnaden stängdes i början av 2019. Vichtis församlings kyrkoråd beslutade att byggnaden skulle rivas och att ett nytt församlingshus ska byggas på samma plats. Planen ändrades dock helt och hållet i oktober 2021 när tidningen Luoteis-Uusimaa informerade om att kyrkorådet i Vichtis inte ville riva det gamla församlingshuset, utan att de istället kommer att renovera huset och installera teknik för att rengöra inneluften i byggnaden.